# (17908) Chriskuyu
(17908) Chriskuyu (1999 FL34) – planetoida z grupy pasa głównego asteroid okrążająca Słońce w ciągu 3,57 lat w średniej odległości 2,34 j.a. Odkryta 19 marca 1999 roku.